# وجد

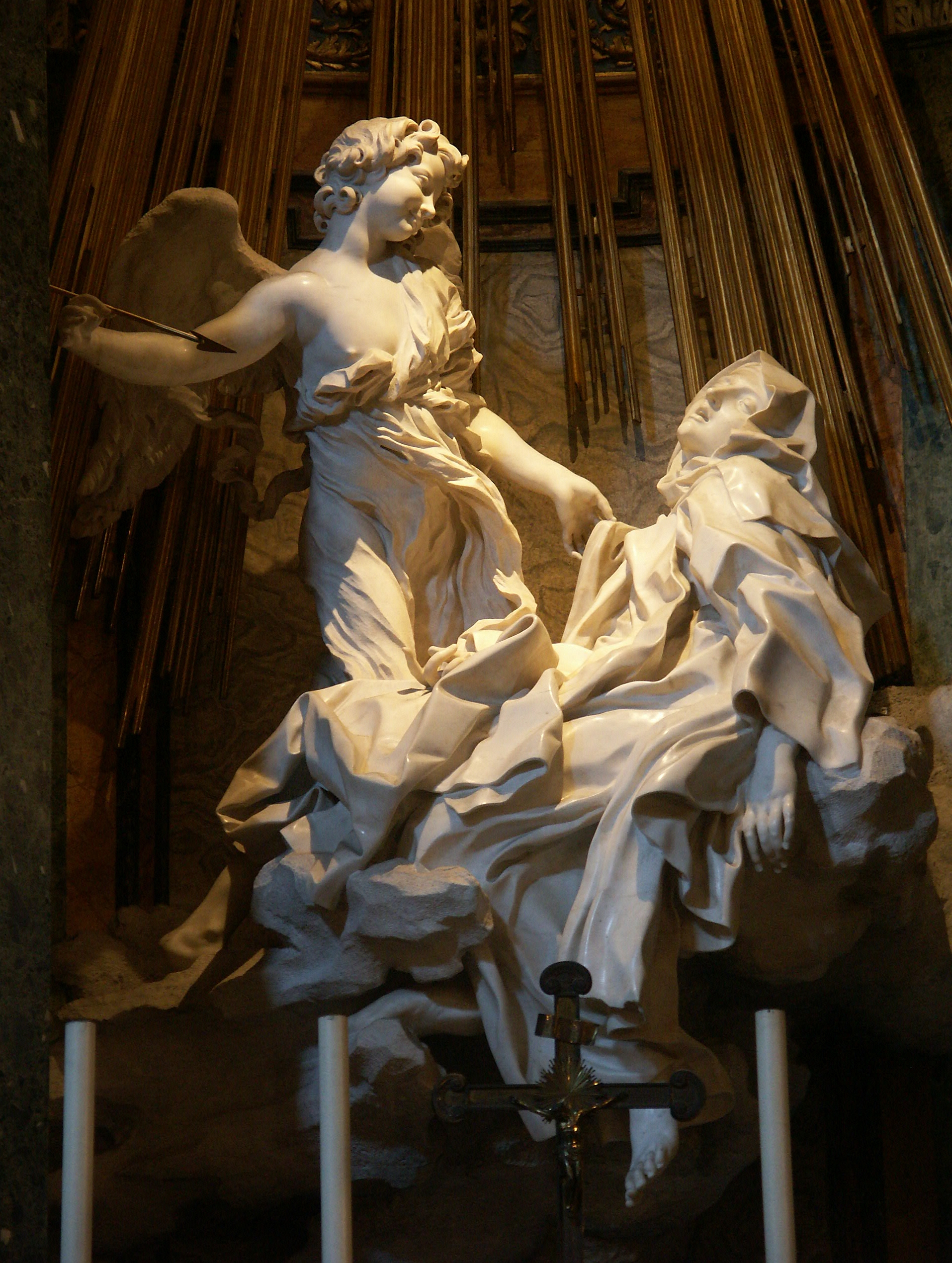
The Ecstasy of سانتا ترسا اثر جیان لورنزو برنینی (۱۶۵۲). Left transept of Santa Maria della Vittoria (سده ۱۷ام میلادی) در رم.

وجد، سرخوشی یا اکستازی (به انگلیسی: Ecstasy) در لغت به معنی شادمانی، خوشی و خرسندی است.
در ادبیات یونان باستان وجد گونه‌ای از سرخوشی مطرح شده‌است که ذهن و بدن از حالت عادی خود خارج شده‌است.

## انواع
حالت وجد می‌تواند بر اثر فعالیت‌های خلاقانه، تمرینات بدنی، نرمش هوازی، آمیزش جنسی، گوش دادن به موسیقی و رقصیدن پدید آید.